# Angelo Zimmerman
Angelo Zimmerman (Willemstad, 19 marzo 1984) è un ex calciatore olandese, di ruolo difensore.